# Fresne-Léguillon
Fresne-Léguillon är en kommun i departementet Oise i regionen Hauts-de-France i norra Frankrike. Kommunen ligger i kantonen Chaumont-en-Vexin som tillhör arrondissementet Beauvais. År 2022 hade Fresne-Léguillon 440 invånare.

## Befolkningsutveckling
Antalet invånare i kommunen Fresne-Léguillon
| Referens: INSEE |